# ルカイヤ・スルターン・ベーグム
ルカイヤ・スルターン・ベーグム（ペルシア語：رقیه سلطان بیگم, Ruqayya Sultan Begum, 1542年 - 1626年2月5日）は、北インド、ムガル帝国の第3代皇帝アクバルの妃。

## 生涯
1542年、ムガル帝国の皇子ヒンダールの娘として生まれた。
1551年11月（1552年とも）、従兄弟のアクバルとアフガニスタンのカーブル（あるいはガズニー）で結婚した。
1556年、アクバルが皇帝となると、その后妃となった。彼らの間には子供は生まれなかったが、ルカイヤは孫フッラム（のちのシャー・ジャハーン）を養育した。
1626年2月5日、ルカイヤはアーグラで死亡した。